# Cloud manufacturing
Il Cloud Manufacturing, o Cloud-based Manufacturing, mutuando la definizione del NIST per il Cloud computing, può essere definito come ‘un metodo per abilitare, tramite la rete, l'accesso diffuso agevole e a richiesta, ad un insieme condiviso e configurabile di risorse manifatturiere (ad esempio software di supporto alla produzione, risorse e capacità produttive ) che possono essere acquisite e rilasciate rapidamente e con minimo sforzo di gestione o di interazione con il fornitore di servizi.'

## Descrizione
Analogamente al Cloud computing, nel Cloud Manufacturing tutto è offerto in forma di servizio, muovendo il focus dei processi manifatturieri dal tradizionale ”orientamento alla produzione” ad un ”orientamento al servizio” (MaaS, Manufacturing as a Service).
Il Cloud Manufacturing, abbreviato in CMfg, può essere visto come un dominio dove convergono diverse tecnologie di digitalizzazione di processi quali il Collaborative Manufacturing, il Virtual Manufacturing, l'Internet of Things (IoT) ed ovviamente il Cloud computing.
Nel CMfg risorse produttive distribuite sono virtualizzate ed incapsulate entro servizi cloud e sono gestite in maniera centralizzata.I clienti possono utilizzare le risorse offerte in funzione delle loro richieste in modalità ‘on demand’, risorse che coprono tutte le fasi del ciclo di vita di un prodotto, quali disegno, sviluppo, ingegnerizzazione, produzione, ispezione e gestione di un prodotto.
Oggi molte società manifatturiere sono dotate di sistemi aziendali e ambienti per la collaborazione in rete per realizzare l'integrazione di risorse ed applicazioni remote e geograficamente distribuite, attraverso i servizi resi disponibili dalle tecnologie del Networked Manufacturing (NM) o del Manufacturing Grid (MGrid) 
Il CMfg rappresenta il superamento di alcune limitazioni presentate dal NM, quali:

- la mancanza di meccanismi e strumenti efficienti per il coordinamento di risorse distribuite su larga scala

- il NM utilizza l'architettura middleware per integrare le risorse distribuite, e queste architetture possono non essere dotate delle API ( Application Programming Interface ) necessarie all'ingresso di nuove risorse nel network 

- il NM non contempla procedure e strumenti adattativi per garantire una utilizzazione e ripartizione delle risorse dinamica, flessibile e basata sulla domanda 
Rispetto all'utilizzazione del MGrid, il CMfg presenta un modello di business mutuato dal Cloud Computing, quale la modalità 'pay per use', che recentemente è più recepito dalle aziende.

La tipica architettura di una piattaforma di CMfg si compone di moduli specializzati disposti su livelli (architettura multi-layer). Sono proposte architetture composte da diverse disposizioni e numero di livelli, fino a 12, riconducibili in generale ad una struttura a 4 livelli: il livello applicativo, il livello dei servizi virtualizzati, il livello dei servizi globali, il livello delle risorse manifatturiere.

Il CMfg è oggetto di ricerca in diversi paesi, tra cui soprattutto la Cina: di tutti i lavori pubblicati sull'argomento fino al 2013, circa l'80% è stato scritto da ricercatori cinesi.

In considerazione delle potenzialità strategiche offerte dal CMfg al settore manifatturiero in paesi ad elevato costo di manodopera, l'Unione europea ha iniziato a finanziare progetti di ricerca ed applicazioni pilota e l'Italia, paese ad elevata vocazione manifatturiera e dotata di una struttura industriale ricca di distretti produttivi, è nella condizione di poter sfruttare i vantaggi offerti dai servizi del CMfg.